# Muzeum Broni i Militariów w Świdnicy
Muzeum Broni i Militariów w Świdnicy – prywatne muzeum istniejące w Świdnicy gromadzące militaria.
Placówka istnieje od 2001 roku, lecz jej historia sięga roku 1999 kiedy to uzyskała statut nadania od ówczesnego Ministra Kultury Andrzeja Zakrzewskiego. Właścicielem i twórcą muzeum jest Stanisław Gabryś. W Muzeum zgromadzono ponad 1000 sztuk militariów, w tym około 150 sztuk broni strzeleckiej, maszynowej i przeciwpancernej od pierwszych karabinów iglicowych XIX wieku do broni lat pięćdziesiątych XX wieku. Ogrom eksponatów datowanych jest na czasy II wojny światowej. Na wystawach można oglądać takie eksponaty jak karabiny, pistolety, rewolwery, moździerze, moździerze okopowe, pistolety maszynowe. Część zgromadzonych obiektów jest unikatowe w skali kraju. W ciągu najbliższego czasu do muzeum trafi broń będąca na wyposażeniu Wojska Polskiego po 1945 roku. Będą to czołgi, samoloty, wozy opancerzone czy armaty. Niedawno trafiła do muzeum stacja radarowa RW-31. Muzeum prowadzi także dział dydaktyczny, który wygłasza prelekcje na tematy broni i militariów, oferuje usługi przewodnicze, a niedługo zostanie oddany dział Twierdzy Świdnickiej. Dodatkową atrakcją jest przymuzealna strzelnica na której można spróbować swych sił strzelając bronią krótką, maszynową i pneumatyczną.